# Rediul Mare, Ocnița
Rediul Mare este un sat-stație de cale ferată din comuna Grinăuți-Moldova, raionul Ocnița, Republica Moldova. Este situat la altitudinea de 222 m față de nivelul mării. Conform recensământului din anul 2004, populația este de 802 locuitori. Distanța directă până la orașul Ocnița este de 18 km, iar până la Chișinău de 191 km.
Denumirea satului se trage de la denumirea gării de cale ferată, care la rândul ei a fost construită de către un boier din satul Rediul Mare din raionul Dondușeni. Cu timpul, în jurul gării au început a apărea case a muncitorilor gării. Extinderea teritoriului satului a început după cel de-al doilea război mondial.

## Demografie

### Structura etnică
Structura etnică a satului conform recensământului populației din 2004:
| Grup etnic         | Populație | % Procentaj |
| ------------------ | --------- | ----------- |
| Moldoveni / Români | 772       | 96,26%      |
| Ucraineni          | 22        | 2,74%       |
| Ruși               | 8         | 1%          |
| Total              | 802       | 100%        |